# Jake Holmes (album)
Jake Holmes è il terzo album di Jake Holmes, pubblicato dalla Polydor Records nel 1969.

## Tracce
Tutti i brani composti da Jake Holmes
Lato A
1. How Are You? – 4:38
2. The Very First Time – 3:00
3. Emily's Vacation – 3:12
4. A Place – 2:45
5. A Little Later – 2:34

Durata totale: 16:09
Lato B
1. Suitcase Room – 2:10
2. Beautiful Girl Goodbye – 3:02
3. The 11th Tune – 3:21
4. Hello You – 3:08
5. Ask Virginia – 2:28
6. Always the Same – 3:23

Durata totale: 17:32

## Musicisti
- Jake Holmes - chitarra ritmica, pianoforte, voce
- Theodore Irwin - conduttore musicale, arrangiamenti, chitarra solista
- Weldon Myrick - chitarra pedal steel
- David Bricks - pianoforte ritmico
- Kenny Buttrey - batteria